# タイワンダー☆
タイワンダー☆（中文:台灣達☆、英語:Taiwander☆）は、日本の民間団体「台湾を応援する会」(中文:台灣聲援會)のマスコットキャラクターで、2013年8月から活動している。

## 概要
2013年8月、東日本大震災で台湾からたくさんの義援金が送られたことに感動し、日本と台湾の絆を深めたい人々が集まって台湾を応援する会が発足した。
発足当時、日本ではご当地ゆるキャラが大変流行しており、これにあわせるようにタイワンダー☆が生まれた。
キャラクター名はインターネットで公募され、874件の中からこの名前が選ばれた。
日本や台湾の各種イベントで両国の絆を深めるためPR活動をしている。

## プロフィール
- 性別 - ニュートラル☆[1]
- 身長 - 205cm
- 体重 - ダイエット中！
- 年齢 - 自分でもよくわからないンダー☆
- 誕生日 - 2013年8月8日（でも年はとらないよ）
- 口ぐせ - ～ンダー・～ワン
- 性格 - 食いしん坊・親切・人なつっこい
- 趣味 - バナナの食べ比べ・どこでも昼寝・日本ぶらり旅
- 特技 - タピオカミルクティーの一気飲み
- 夢 - 足つぼマッサージ全店制覇！
- チャームポイント - 短い足（恒春半島）
- 頭の飾り - バナナ、ヤシの木、コチョウラン

## テーマソング
テーマソングは「南の島のタイワンダ―☆」で、日本版と台湾版がある。
台湾版は台湾華語、台湾語、客家語に加え、台湾原住民語で歌っている。

## 活動
- 2015年10月6日、日本を訪問した蔡英文から記念品を渡された[2]
- 2016年3月4日、台南市を訪問し、台湾南部地震に対する義援金を届けた[3][4]。

## 関連グッズ
- アクリルキーホルダー／ストラップ [5]
- ぬいぐるみストラップ
- ぬいぐるみ
- Tシャツ
- エコバッグ
- ハンドタオル
- バッジ
- マグネット